# In God We Trust, Inc.
In God We Trust, Inc. je hardcore punkové EP od americké skupiny Dead Kennedys; nyní je vydáváno společně s albem Plastic Surgery Disasters.

## Seznam skladeb
1. "Religious Vomit" – 1:04 (6025)
2. "Moral Majority" – 1:55
3. "Hyperactive Child" – 0:37
4. "Kepone Factory" – 1:18
5. "Dog Bite" – 1:13 (Klaus Flouride)
6. "Nazi Punks Fuck Off" – 1:03
7. "We've Got a Bigger Problem Now" – 4:29
8. "Rawhide" – 2:11 (Ned Washington a Dimitri Tiomkin)

## Výroba
- Jello Biafra – zpěv, předloha
- East Bay Ray – kytara, doprovodné vokály, produkce
- Klaus Flouride – baskytara, doprovodné vokály
- D.H. Peligro – bicí
- Ninotchka – vokály
- Annette – vokály
- HyJean – vokály
- Darvon – vokály
- Siobhan – vokály
- Norm – produkce, mixáž
- Oliver Dicicco – režie
- Winston Smith – předloha